# Liste de gares en Malaisie
La liste de gares en Malaisie est une liste non exhaustive des gares ferroviaires du réseau de transport ferroviaire en Malaisie.

## Liste par ordre alphabétique

### J
- Gare de Johor Bahru Sentral (ou JB Sentral)

### K
- Gare de Kuala Lumpur Sentral (ou KL Sentral)

Gares fermées ou désaffectées
- Gare de Kuala Lumpur